# Мерфи, Фил Трой
Филипп Трой Мёрфи (англ. Philip Troy Murphy, родился 4 декабря 1976 года в Сент-Джонсе) — канадский регбист ирландского происхождения, выступавший на позиции фланкера и восьмого.

## Биография
Окончил канадский Викторианский университет и Белфастский методистский колледж, выступал за клуб «Оуквиль Крусейдерс» в Канаде. В 2000—2003 годах представлял «Перпиньян», с 2003 года выступал за «Лондон Айриш». В чемпионате Англии за время выступления за «изгнанников» провёл 135 игр и набрал 55 очков (11 попыток). Отмечался как один из наиболее эффективных при движении с мячом игроков. Сезон 2008/2009 провёл в составе итальянского клуба «Виадана».
Мёрфи сыграл несколько матчей за сборную школьников Ирландии, однако предпочёл в итоге играть за Канаду. 20 мая 2000 года в Ванкувере он провёл первый матч за сборную Канады против Тонга. Всего в его активе 20 игр за сборную Канады (7 в 2000 году, 2 в 2001 году, 7 в 2002 году, 3 в 2003 году, одна в 2004 году) и 25 очков. Последнюю игру провёл 10 июля 2004 года против Франции в Торонто. На чемпионатах мира не выступал.
19 ноября 2001 года сыграл один матч за клуб «Барбарианс Франсез» против Фиджи в Тулоне, завершившийся победой 17:15.